# Live in LA
Live in LA is het voor zover bekend enige livealbum van Trevor Rabin dat onder zijn eigen naam werd uitgebracht. De opnamen vonden plaats op 13 december 1989 in Roxy Theatre in Los Angeles, tijdens de concerttour volgend op het uitbrengen van studioalbum Can't look away.
In 2014 volgde een heruitgave van het album met een bonustrack Solly’s beard, dat elders is opgenomen.

## Musici
- Trevor Rabin – zang, gitaar
- Jim Simmons – basgitaar, achtergrondzang
- Mark Mancina – toetsinstrumenten, achtergrondzang
- Lou Molino III – drumstel, percussie

## Muziek
| Nr. | Titel                                                                    | Duur  |
| --- | ------------------------------------------------------------------------ | ----- |
| 1.  | Cover up (Rabin, Godfrey Rabin (vader), Anthony Moore)                   | 8;14  |
| 2.  | Sorrow (your heart) (Rabin)                                              | 4:45  |
| 3.  | Heard you cry wolf (Rabin)                                               | 5:33  |
| 4.  | Changes (Rabin, Jon Anderson, Alan White)                                |       |
| 5.  | Eyes of love (Rabin, Bob Ezrin)                                          | 8:14  |
| 6.  | Love will find a way (Rabin)                                             | 4:28  |
| 7.  | Sludge (Rabin)                                                           | 5:11  |
| 8.  | Can’t look away (Rabin, Bob Ezrin, Anthony Moor)                         | 11:53 |
| 9.  | Owner of a lonely heart (Rabin, Jon Anderson, Trevor Horn, Chris Squire) | 4:57  |
| 10. | Something to hold on (Rabin)                                             | 5:05  |

Changes, Love will find a way en Owner of a lonely heart zijn te vinden op diverse studio- en livealbums van Yes.